# كليمنت كوارتي
كليمنت كوارتي (بالإنجليزية: Clement Quartey) (12 أبريل 1938 – 2 نوفمبر 2024) هو ملاكم غاني، مثّل بلاده في الألعاب الأولمبية الصيفية 1960.

## روابط خارجية
- كليمنت كوارتي على موقع أوليمبيديا (الإنجليزية)
- كليمنت كوارتي على موقع اتحاد ألعاب الكومنولث (مؤرشف) (الإنجليزية)